# Mi piaci... ma non troppo
Mi piaci... ma non troppo è il secondo singolo estratto dall'album Una canzone pop del cantautore italiano Pierdavide Carone, pubblicato nel luglio del 2010 dalla Sony Music.
Il brano, di cui Carone è autore, è stato presentato durante la fase iniziale della trasmissione televisiva Amici di Maria De Filippi, talent show al quale il cantante ha preso parte.
Il video del singolo è stato pubblicato a settembre del 2010 sul sito del cantante.

## Tracce
Testi e musiche di Pierdavide Carone.
1. Mi piaci... ma non troppo – 3:27